# Claude Tollet
Claude Tollet (Roisel, 24 d'abril de 1949) va ser un ciclista francès, que fou professional entre 1972 i 1975. El seu principal èxit fou una etapa al Tour de França de 1973.

## Palmarès
- 1972
  - 1r al Gran Premi de Lillers
  - Vencedor d'una etapa al Tour de l'Avenir
- 1973
  - 1r a l'Hénin-Beaumont
  - Vencedor d'una etapa del Tour de França
- 1974
  - Vencedor d'una etapa del Tour de l'Aude

### Resultats al Tour de França
- 1973. 48è de la classificació general. Vencedor d'una etapa
- 1974. Abandona (9a etapa)